# Roberto Ortega
Roberto Eliseo Ortega (Avellaneda, Provincia de Buenos Aires, Argentina, 30 de abril de 1932-27 de diciembre de 2017) fue un futbolista argentino nacionalizado ecuatoriano que jugaba de puntero izquierdo.

## Trayectoria
Roberto Ortega llegó a las divisiones inferiores de Independiente a los 11 años, a pesar de ser hincha de Racing. En 1950 debuta profesionalmente con el equipo rojo, jugó 11 partidos porque si cumplía 12 partidos el club estaba obligado a ofrecerle un contrato, entonces prefirió dejarlo fuera. Ese mismo año fue a Colombia, al Sporting de Barranquilla. En 1951 y 1952 jugó para el Deportivo Cali y luego pasa al Independiente Santa Fe, donde jugó junto a figuras como René Pontoni.
Al año siguiente pasa al fútbol brasileño, al Portuguesa, donde tuvo actuaciones destacables. 
En 1955 sale por primera vez al fútbol de Europa fichado por la Fiorentina. En su debut en Italia, enfrentó al Dínamo de Moscú del mítico Lev Yashin, a quien batió con un zurdazo. Pasaron dos años y medio cuando la Fiorentina decidió finiquitar su contrato debido a las continuas salidas nocturnas que tenía el Pibe. No le quedó otra que regresar a Sudamérica porque en el contrato que firmó con el equipo italiano existía una cláusula que le impedía jugar en el fútbol europeo por seis años. Se unió al Independiente Medellín, club con el que hizo una gira por Quito. Allí fue visto por dirigentes de la LDU de Quito y fue fichado por ese equipo en 1958 donde permaneció hasta 1961. También reforzó a Barcelona, España de Quito, Aucas y Deportivo Quito (en ese entonces, Argentina) en partidos internacionales. 
En 1962 pasó al Emelec, por sugerencia del delantero José Vicente Balseca. En el equipo guayaquileño perteneció a la delantera conocidos como Los Cinco Reyes Magos, donde se retiró del fútbol en 1964.

## Clubes
| Club                     | País      | Año       |
| ------------------------ | --------- | --------- |
| Independiente            | Argentina | 1950      |
| Sporting de Barranquilla | Colombia  | 1950      |
| Deportivo Cali           | Colombia  | 1951-1952 |
| Independiente Santa Fe   | Colombia  | 1952      |
| Portuguesa               | Brasil    | 1953-1954 |
| Fiorentina               | Italia    | 1955-1957 |
| Independiente Medellín   | Colombia  | 1958      |
| Liga de Quito            | Ecuador   | 1959-1961 |
| Emelec                   | Ecuador   | 1962-1964 |

## Palmarés

### Campeonatos locales
| Título                  | Club          | País    | Año  |
| ----------------------- | ------------- | ------- | ---- |
| Campeonato de AFNA      | Liga de Quito | Ecuador | 1958 |
| Campeonato de AFNA      | Liga de Quito | Ecuador | 1960 |
| Campeonato de AFNA      | Liga de Quito | Ecuador | 1961 |
| Campeonato de Guayaquil | Emelec        | Ecuador | 1962 |
| Campeonato de Guayaquil | Emelec        | Ecuador | 1964 |

### Campeonatos nacionales
| Título                | Club                   | País     | Año  |
| --------------------- | ---------------------- | -------- | ---- |
| Serie A               | Fiorentina             | Italia   | 1956 |
| Campeonato Colombiano | Independiente Medellín | Colombia | 1957 |